# Arnhem: The Market-Garden Operation
Arnhem: The Market-Garden Operation est un jeu vidéo de type wargame créé par Robert T. Smith et publié par Cases Computer Simulations sur ZX Spectrum en 1985 , puis porté sur Amstrad CPC, Commodore 64, IBM PC et Amiga. Le jeu simule l’opération Market Garden de la Seconde Guerre mondiale lors de laquelle les Alliés tentent de reprendre les Pays-Bas aux Allemands afin de préparer l’invasion de l’Allemagne. Pour cela, ils larguent trois divisions de parachutistes derrière les lignes ennemies avec pour objectif de capturer une série de ponts afin de permettre l’avancée de leurs armées. Le jeu propose cinq scénarios couvrant différentes portions de l’opération, ou l’opération dans sa totalité. Ces derniers se déroulent au tour par tour, chaque jour de la campagne étant divisées en trois tours, eux-mêmes divisés en trois phases. Pendant la première phase, les joueurs peuvent déplacer et faire attaquer leurs unités motorisées. Dans la seconde, ils peuvent faire la même chose avec leurs autres unités puis, dans la troisième, ils peuvent à nouveau contrôler leurs unités motorisées.

## Trame
Arnhem retrace l’opération Market Garden de la Seconde Guerre mondiale. Proposée par le maréchal britannique Bernard Montgomery, elle se déroule en 1944 et a pour objectif de reprendre les Pays-Bas aux Allemands afin de préparer l’invasion de l’Allemagne. Pour cela, les Alliés larguent trois divisions de parachutistes derrière les lignes ennemies, avec pour objectif de capturer une série de ponts afin de permettre l’avancée de leurs divisions de blindés.

## Système de jeu
Arnhem est un wargame qui simule, au niveau opérationnel, l’opération Market Garden de la Seconde Guerre mondiale. Le jeu propose cinq scénarios qui couvrent différentes portions de l’opération, ou l’opération dans sa totalité. Le premier simule l’avancée des Alliés jusqu’à Eindhoven. Le second simule l’offensive aéroportée (l’opération Market) destiné à capturer une série de ponts des Pays-Bas et le troisième l’offensive de blindés (l’opération Garden) qui y fait suite. Le quatrième simule finalement l’assaut contre Nimègue et Arnhem et le dernier combine les quatre premiers scénarios dans une campagne complète. Le jeu peut se jouer seul contre l’ordinateur, ou à deux ou trois joueurs. Il se déroule sur une carte divisés en 20 × 20 cases carrées. Sur la carte sont indiqués les objectifs stratégiques de l’opération ainsi que différents types de terrains comme les forêts, les rivières, les collines, les villes et les routes qui les relient. Après avoir choisi un scénario, le joueur place ses unités sur la carte, puis peut commencer à leur donner des ordres. Les scénarios se déroulent au tour par tour, chaque jour de la campagne étant divisées en trois tours, eux-mêmes divisés en trois phases. Pendant la première phase, les joueurs peuvent déplacer et faire attaquer leurs unités motorisées. Dans la seconde, ils peuvent faire la même chose avec leurs autres unités puis, dans la troisième, ils peuvent à nouveau contrôler leurs unités motorisées.  

## Développement et publication
Arnhem: The Market-Garden Operation est le second wargame développé par Robert T. Smith. Celui-ci commence à s’intéresser aux ordinateurs et à la programmation à l’école, à commencer par le langage Fortran des ordinateurs centraux. Il apprend ensuite le Basic, puis se faire offrir un micro-ordinateur ZX Spectrum par ses parents. En parallèle, il s’intéresse également aux jeux de guerre, notamment sur le thème de l’Antiquité. Il développe Confrontation sur ZX Spectrum,  alors qu’il est encore à l’école. Il entre ensuite en contact avec l’éditeur Lothlorien, qui publie le jeu dans sa série des jeux Warmaster en 1983. Robert T. Smith porte ensuite le jeu sur BBC Micro alors qu’il étudie la physique à l’université de Birmingham. Il décide alors de se consacrer à plein temps à la programmation et commence à programmer une version pour deux joueurs de son premier titre, orienté arcade. Il est cependant rattrapé par sa passion pour les  wargames et par la lecture de Un pont trop loin de Cornelius Ryan, et le résultat est finalement un nouveau wargame pour un joueur, Arnhem: The Market-Garden Operation, qu’il termine en 1984. N’étant pas satisfait de sa relation avec son éditeur, Lothlorien, il propose le jeu à Personal Software Services puis à Cases Computer Simulations, qui accepte de le publier. Celui-ci rencontre un important succès populaire et prend la dixième place du classement des meilleures ventes de W.H. Smith. Après ce succès, Robert T. Smith se voit confier un Amstrad CPC afin d’y porter le jeu.

## Accueil
| Arnhem        |      |       |
| Média         | Pays | Notes |
| ACE           | GB   | 91 %  |
| Amiga Action  | GB   | 78 %  |
| Amiga Power   | GB   | 37 %  |
| Crash         | GB   | 93 %  |
| Sinclair User | GB   | 5/5   |

À sa sortie sur ZX Spectrum, Arnhem est très bien accueilli par la presse spécialisée. Le journaliste Angus Ryall du magazine Crash souligne d’abord la qualité de son packaging qu’il juge « très impressionnant » en comparaison de celui des précédentes productions de Cases Computer Simulations. Il précise ensuite que le programme est également « très bon » avec des graphismes « clairs » et « efficaces », une interface bien plus pratique que dans les précédents wargames du studio et une intelligence artificielle bien pensée. En conclusion, il le décrit comme une simulation « réussie et réaliste » qu’il considère comme le meilleur jeu sur la Seconde Guerre mondiale de l’année. Le journaliste Chris Bourne du magazine Sinclair User note d’abord qu’après avoir publié de nombreux wargames  sans intérêt, Cases Computer Simulations parvient finalement à proposer un programme de qualité qui se révèle « complexe » et « réaliste » mais facile à prendre en main. Il explique ensuite que comme tous les wargames, il n’est pas destiné aux joueurs débutants ou impatients avant de préciser que pour les amateurs du genre, il s’impose comme « un des meilleurs wargames » sur le marché.
En 1986, Arnhem est notamment élu meilleur wargame de l’année 1985 par les lecteurs du magazine Crash.

## Postérité
Surfant sur le succès critique et commercial de Arnhem, Robert T. Smith s’appuie sur son moteur de jeu pour en développer deux suites,  Desert Rats et Vulcan. La première est publiée par Cases Computer Simulations en 1985 et transpose son système de jeu à la guerre du désert de la Seconde Guerre mondiale. Elle propose ainsi six scénarios qui couvrent les affrontements en Afrique du Nord, entre l’arrivée d’Erwin Rommel à Tripoli en 1941 et la seconde bataille d'El Alamein en 1942. La seconde est publiée en 1986 et transpose son système de jeu à la campagne de Tunisie de la Seconde Guerre mondiale. Elle se distingue de ses deux prédécesseurs par un théâtre des opérations bien plus grand et par la prise en compte du soutien aérien dans les combats.